# 梶田功
梶田 功（かじた いさお、1940年（昭和15年）3月17日 - ）は、日本の政治家。元大阪府箕面市長（1期）、B&G財団元会長。

## 経歴
大阪府出身。大阪府立園芸高等学校卒。箕面市役所に入り、職員課長、市民生活、生涯教育推進、総務の各部長、消防長、助役などを務める。
2000年箕面市長橋本卓 が病気を理由に辞職。これに伴う市長選挙に立候補し、当選する。市長を1期務め、2004年の市長選挙では再選を目指したが、元箕面市議の藤沢純一に敗れた。2004年より2017年までブルーシー・アンド・グリーンランド財団会長。

## 栄典
2010年、旭日双光章を受章。